# Fosses
Fosses é uma comuna francesa situada no departamento de Val-d'Oise na região da Ilha de França. 
Seus habitantes são chamados Fossatussiens.

## Geografia

### Localização
A cidade está localizada na planície de França, a 30 km a Nordeste de Paris. Ela é cortada em duas partes: Fosses-village e o resto da cidade (Plateau e la Cabine). O Ysieux, um pequeno afluente do rio Oise de 12 quilômetros de comprimento e leva a sua origem.
As comunas limítrofes são Survilliers, Saint-Witz, Marly-la-Ville, Bellefontaine, Luzarches e La Chapelle-en-Serval (no vizinho departamento do Oise). A cidade de Fosses é servida pela estação de Survilliers - Fosses na linha D do RER, e a auto-estrada do norte A1, saída 7.

## Toponímia
Fossæ em 1166.

## Geminação
A comuna de Fosses está geminada com:
- Serres (Grécia), cidade grega da Macedônia Central;
- Campti (Burquina Fasso);
- Biline (Palestina), pequena cidade palestina na Cisjordânia com uma população de cerca de 1 700 habitantes.

## Cultura e patrimônio

### Lugares e monumentos

#### Monumento Histórico

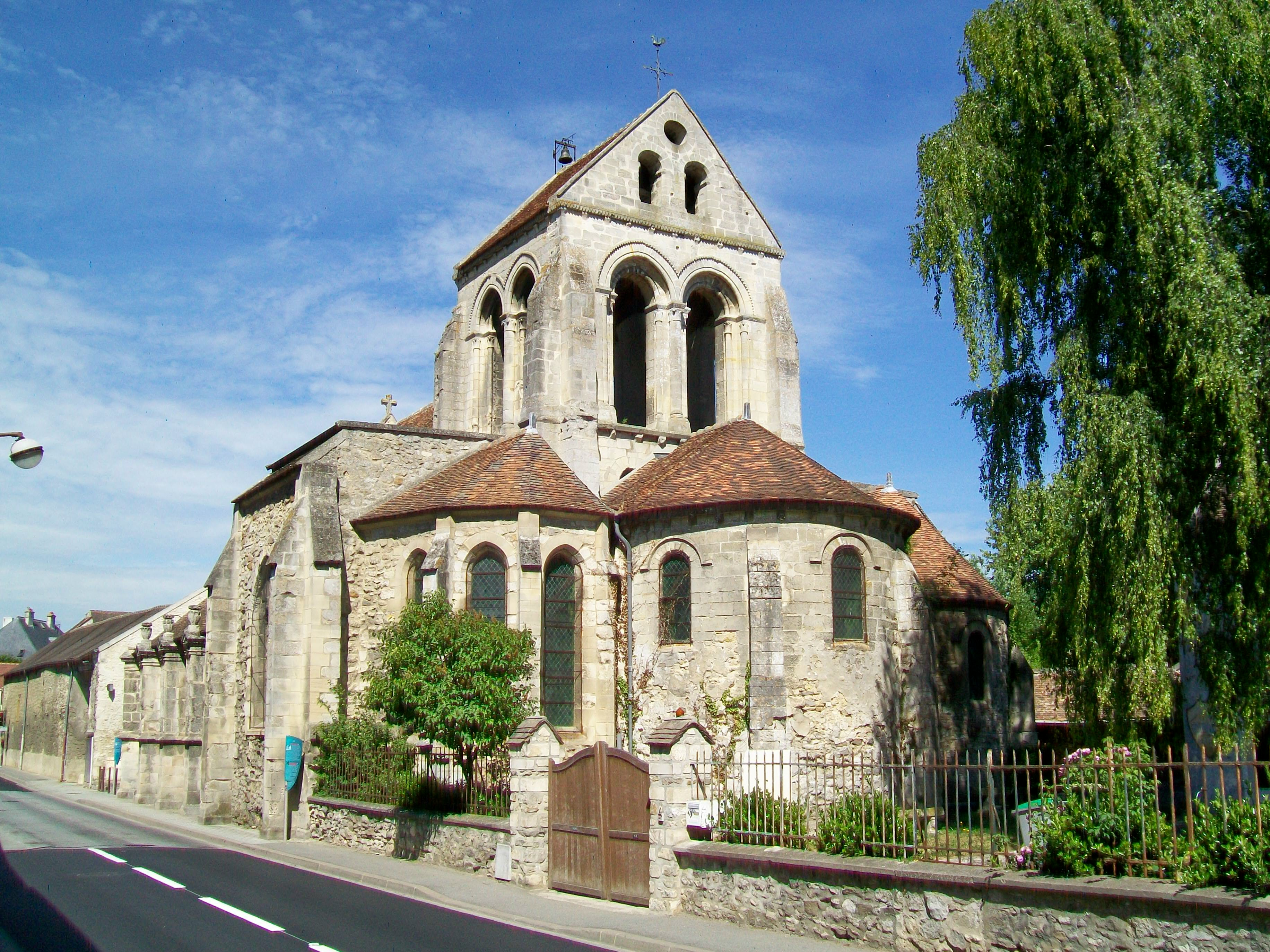
A igreja Saint-Étienne de Fosses, dos quais o coro e a parte central da nave, em estilo românico, datam por volta do século XII.
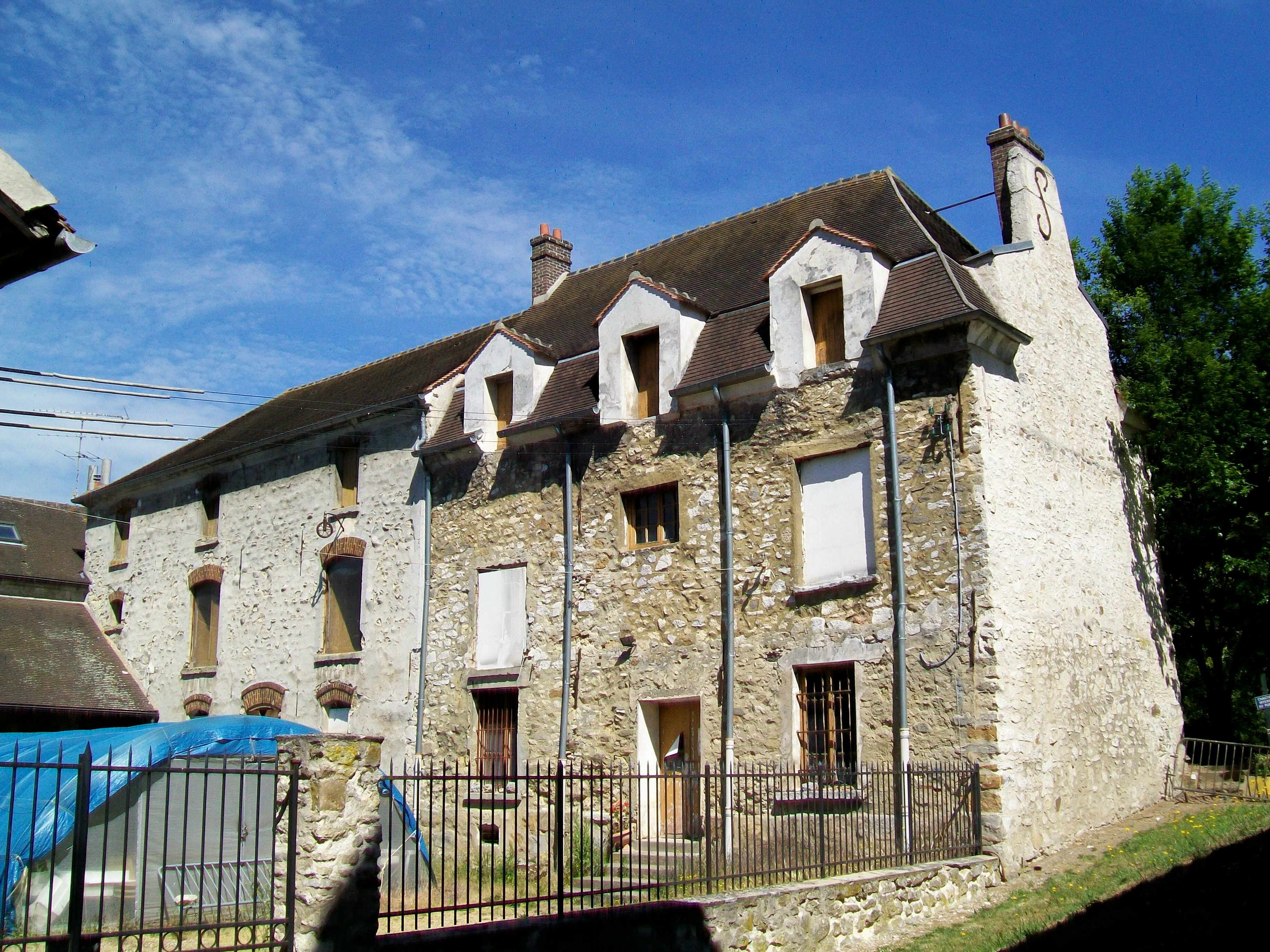
A morada da antiga fazenda ao lado da igreja Saint-Etienne, na Grande Rue, na village. A tenda no pátio protege os móveis de cerâmica da escavação.
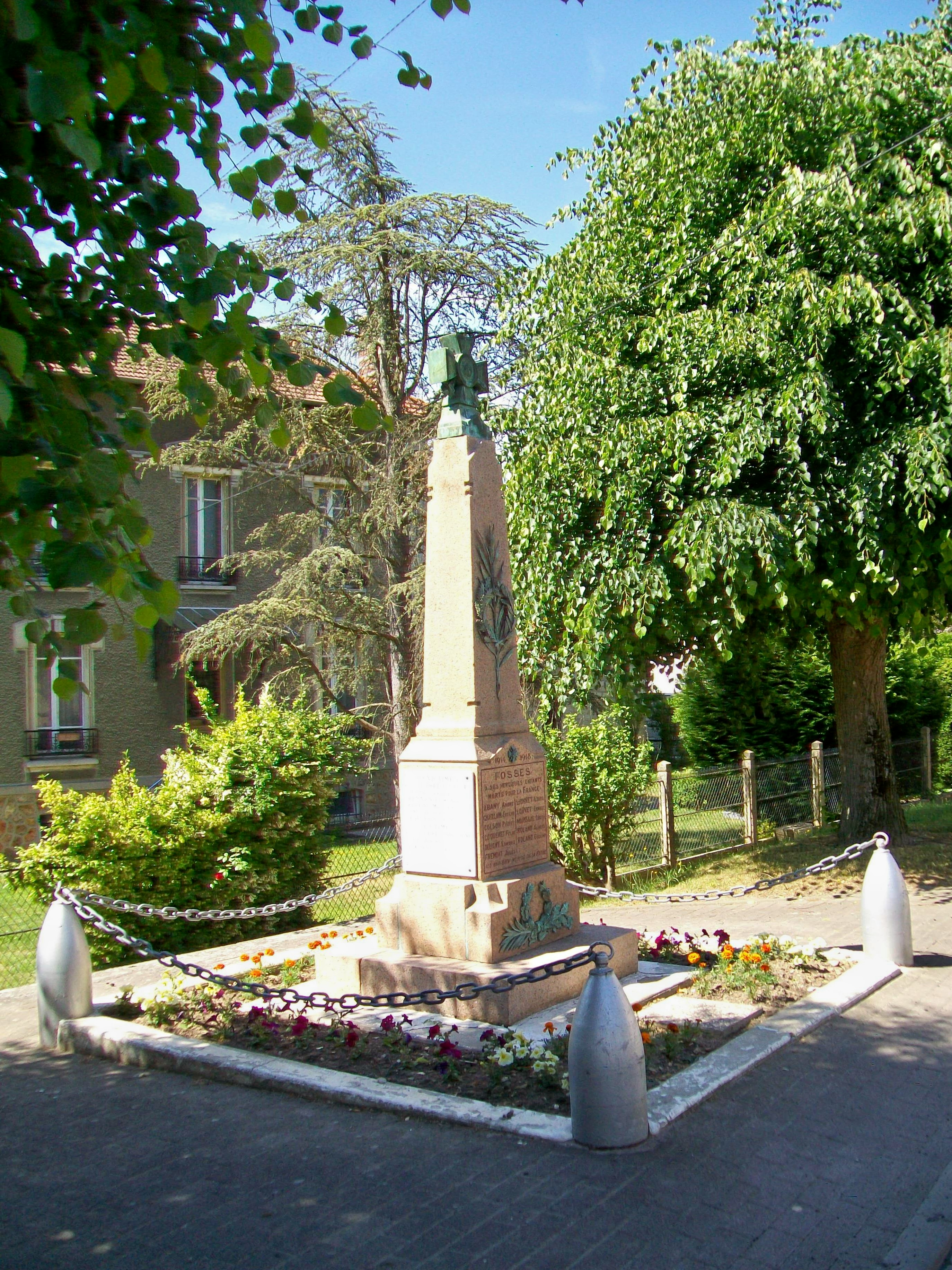
O monumento aos mortos das guerras do século XX, na Grande Rue, na village.
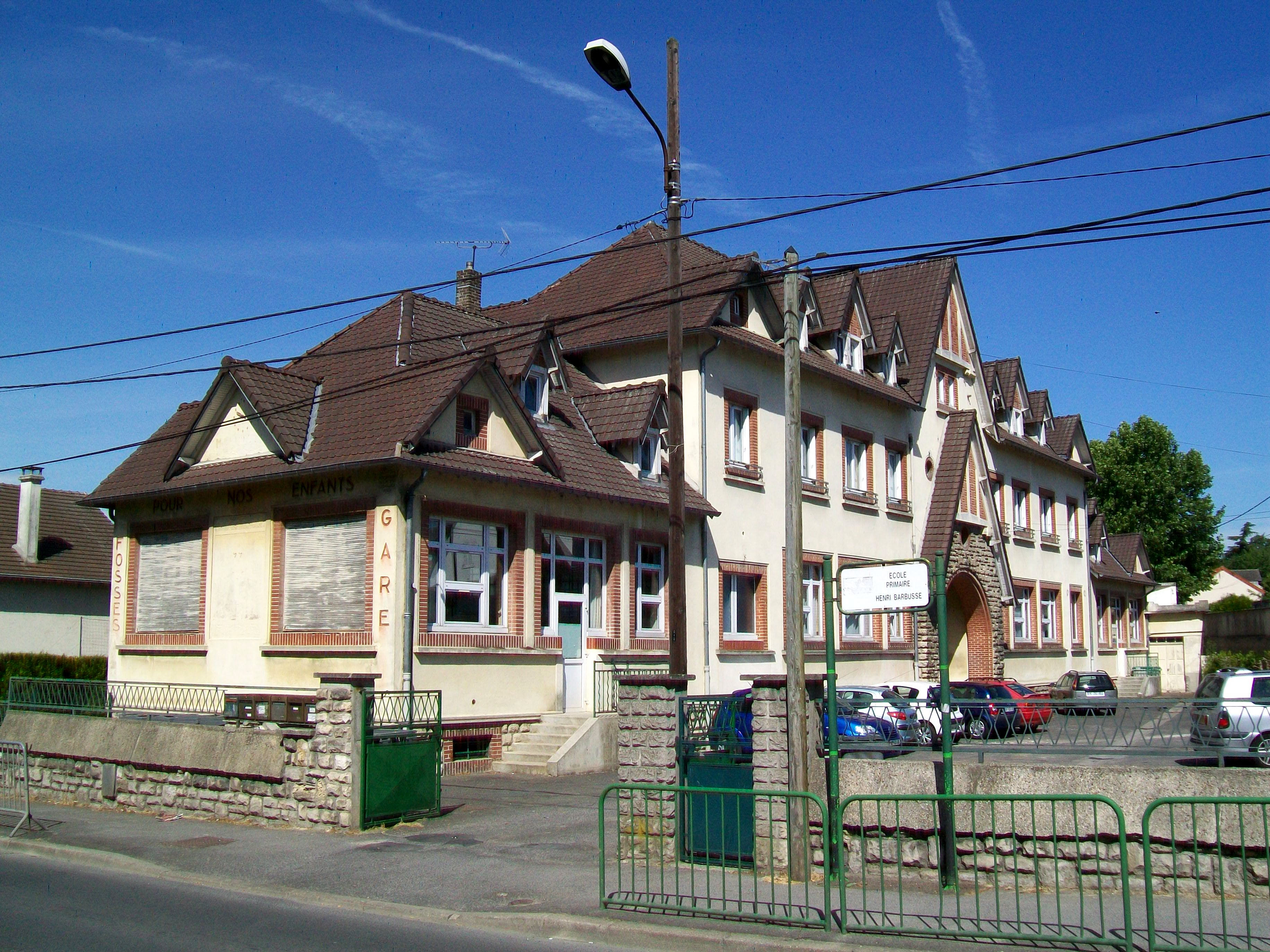
A velha escola comum de Fosses Gare, construída entre 1932-36.

Fosses tem apenas um monumento histórico em seu território.
- Igreja Saint-Étienne (classificada como monumento histórico pelo decreto de 18 de março de 1913[2]).

#### Outros elementos do patrimônio
- A morada da antiga fazenda Delambre junto ao portal da igreja Saint-Étienne. Por trás do edifício, as escavações arqueológicas realizadas desde 1991 e têm descoberto eloquentes restos de uma rica atividade oleira, do século IX au século XVII[3].
- O monumento aos mortos: construído originalmente para homenagear os soldados mortos durante a Primeira Guerra Mundial, na forma de um pequeno obelisco, o espaço ainda livre foi usado para inscrever as vítimas da Segunda Guerra Mundial e das guerras na França de ultramar.
- A velha escola de "Fosses Gare", depois "école Henri-Barbusse": construída entre 1932 e 1936, no estilo modernista influenciado pelo Art déco, que foi aplicado a vários prédios públicos da região na época, distingue-se pelo uso do efeito decorativo do triângulo, nos pinhões e gabletes acima dos portais, bem como os telhados de aguda a multidão de lucarnas[4]. Este foi uma escola de quatro classes, com habitação para dois professores na sala. A sua construção se tornou necessária com a criação de novos loteamentos nas proximidades da estação, a partir do início da década de 1920: anteriormente, Fosses  se limitava a uma antiga aldeia de 2 500 m de uma escola. - Devido à separação dos sexos, existem dois parques infantis (um a frente, outro atrás); cada um com um abrigo e sanitários. A velha escola é agora usado como escola municipal de música e dança. Abriga também o local das antenas de Fosses do secours populaire francês e da cruz vermelha. A fachada espera por uma reabilitação.